# Saison 2015-2016 du Stade montois rugby
Cette page présente la saison 2015-2016 du Stade montois rugby en Pro D2.

## Entraîneurs
- Christophe Laussucq : Entraineur des arrières
- David Auradou : Entraineur des avants

## La saison
Budget
Avec un budget pour la saison est de 5,91 millions d'euros, celui-ci est le 6e budget, sur 16, de la pro D2.

## Effectif
| Nom                   | Poste                | Naissance        | Nationalité sportive | Sélections | Dernier club          | Arrivée au club (année) |
| --------------------- | -------------------- | ---------------- | -------------------- | ---------- | --------------------- | ----------------------- |
| Carlos Muzzio         | Pilier               | 21/08/1984       | Argentine            | -          | Tarbes PR             | 2014                    |
| Régis Rameau          | Pilier               | 30/06/1981       | France               | -          | RC Massy              | 2013                    |
| Julian Fiorini        | Pilier               | 26/05/1982       | France               | -          | Aviron bayonnais      | 2009                    |
| Sébastien Ormaechea   | Pilier               | 01/07/1983       | France               | -          | Limoges rugby         | 2007                    |
| Rémi Hugues           | Pilier               | 19/04/1986       | France               | -          | FC Grenoble           | 2015                    |
| Renaud Boyoud         | Pilier               | 07/05/1980       | France               | -          | US Dax                | 2015                    |
| Joan Caudullo         | Talonneur            | 05/01/1982       | France               | -          | Montpellier HR        | 2012                    |
| Paul Ngauamo          | Talonneur            | 19/02/1990       | Tonga                | -          | US Oyonnax            | 2015                    |
| Cyriel Blanchard      | Talonneur            | 03/06/1984       | France               | -          | Formé au club         | 2005                    |
| Thibaud Rey           | Deuxième ligne       | 20/06/1992       | France               | -          | FC Grenoble           | 2015                    |
| Lionel Dargier        | Deuxième ligne       | 24/04/1988       | France               | -          | FC Auch               | 2014                    |
| Masalosalo Tutaia     | Deuxième ligne       | 05/06/1984       | Samoa                | -          | Montluçon rugby       | 2014                    |
| Vickus Liebenberg     | Deuxième ligne       | 20/02/1985       | Afrique du Sud       | -          | Pays d'Aix RC         | 2012                    |
| Yann Brethous         | 3e ligne aile        | 27/05/1989       | France               | -          | Formé au club         | 2007                    |
| Julien Tastet         | Troisième ligne aile | 27/01/1987       | France               | -          | Formé au club         | 2006                    |
| Vassili Bost          | Troisième ligne aile | 28/04/1985       | France               | -          | Montpellier HR        | 2012                    |
| Cédric Béal           | Troisième ligne aile | 17/10/1986       | France               | -          | FC Grenoble           | 2014                    |
| Rome Nifo Taelega     | 3e ligne centre      | 03/01/1984       | Nouvelle-Zélande     | -          | Cavalieri Prato       | 2014                    |
| Haisini Taulanga      | 3e ligne centre      | 04/03/1985       | Tonga                | -          | FC Lourdes            | 2010                    |
| Charles Malet         | 3e ligne centre      | 11/09/1190       | France               | -          | Lyon OU               | 2015                    |
| Agustín Ormaechea     | Mêlée                | 08/03/1991       | Uruguay              | -          | Formé au club         | 2013                    |
| Mathieu Billou        | Mêlée                | 17/05/1993       | France               | -          | AS Béziers            | 2015                    |
| Emmanuel Saubusse     | Mêlée                | 23/11/1989       | France               | -          | Union Bordeaux Bègles | 2014                    |
| Clément Briscadieu    | Mêlée                | 10/11/1989       | France               | -          | FC Auch               | 2014                    |
| Clément Otazo         | Ouverture            | 03/05/1992       | France               | -          | Aviron bayonnais      | 2015                    |
| Matthew James         | Ouverture            | 16/07/1986       | Nouvelle-Zélande     | -          | USO Nevers            | 2014                    |
| Baptiste Chedal-Bornu | Centre               | 07/05/1982       | France               | -          | Limoges rugby         | 2007                    |
| Sylvain Mirande       | Centre               | 30/06/1984       | France               | -          | US Dax                | 2013                    |
| Savenaca Tokula       | Centre               | 15/06/1985       | Fidji                | -          | Stade aurillacois     | 2015                    |
| Dorian Laborde        | Centre               | 30 décembre 1996 | France               | -          | Formé au club         | 2015                    |
| Ropate Ratu           | Ailier               | 01/05/1985       | Fidji                | -          | Stade aurillacois     | 2015                    |
| Adriu Delai           | Ailier               | 11/06/1984       | Fidji                | -          | Tarbes PR             | 2014                    |
| Vilikisa Salawa       | Ailier               | 20/10/1991       | Fidji                | -          | Formé au club         | 2013                    |
| Julien Cabannes       | Ailier               | 09/01/1990       | France               | -          | Formé au club         | 2007                    |
| Jean-Marc Mazzonetto  | Ailier               | 07/10/1983       | France               | -          | Section paloise       | 2015                    |
| Yoann Laousse Azpiazu | Arrière              | 20/08/1991       | France               | -          | US Dax                | 2015                    |
| Ximun Lucu            | Arrière              | 09/12/1989       | France               | -          | Biarritz olympique    | 2011                    |

## Calendrier et résultats[3]

### Pro D2
| - AS Béziers - Stade montois : 36-23 - Stade montois - Lyon OU : 18-22 - USA Perpignan - Stade montois : 14-9 - Stade montois - Colomiers rugby : 33-20 - US Montauban - Stade montois : 16-14 - Stade montois - Aviron bayonnais : 38-15 - Stade montois - SC Albi : 27-9 - RC Narbonne - Stade montois : 22-12 - Stade montois - US Dax : 26-10 - CS Bourgoin-Jallieu - Stade montois : 27-10 - Biarritz olympique - Stade montois : 44-8 - Stade montois - Tarbes PR : 21-19 - US Carcassonne - Stade montois : 22-12 - Stade montois - Provence rugby : 20-18 - Stade aurillacois - Stade montois : 29-15 | - Stade montois - AS Béziers : 41-21 - Lyon OU - Stade montois : 40-15 - Stade montois - USA Perpignan : 27-21 - Colomiers rugby - Stade montois : 12-12 - Stade montois - US Montauban : 16-13 - Aviron bayonnais - Stade montois : 23-17 - SC Albi - Stade montois : 19-27 - Stade montois - RC Narbonne : 17-11 - US Dax - Stade montois : 16-40 - Stade montois - CS Bourgoin-Jallieu : 26-15 - Stade montois - Biarritz olympique : 23-17 - Tarbes PR - Stade montois : 33-13 - Stade montois - US Carcassonne : 39-10 - Provence rugby - Stade montois : 18-20 - Stade montois - Stade aurillacois: 36-18 |

| Rang | Club                                   | J  | V  | N | D  | Bo | Bd | Pm  | Pe  | Diff | Pts |
| ---- | -------------------------------------- | -- | -- | - | -- | -- | -- | --- | --- | ---- | --- |
| 1    | Lyon OU (R)                            | 30 | 25 | 0 | 5  | 12 | 4  | 971 | 493 | +478 | 116 |
| 2    | Aviron bayonnais (R)                   | 30 | 19 | 1 | 10 | 4  | 4  | 658 | 602 | +56  | 86  |
| 3    | Stade aurillacois                      | 30 | 18 | 0 | 12 | 7  | 2  | 724 | 613 | +111 | 81  |
| 4    | Stade montois                          | 30 | 17 | 1 | 12 | 5  | 3  | 655 | 611 | +44  | 78  |
| 5    | Colomiers Rugby                        | 30 | 16 | 3 | 11 | 4  | 4  | 629 | 590 | +39  | 78  |
| 6    | AS Béziers                             | 30 | 17 | 1 | 12 | 4  | 3  | 745 | 662 | +83  | 77  |
| 7    | USA Perpignan                          | 30 | 15 | 1 | 14 | 5  | 6  | 676 | 615 | +61  | 73  |
| 8    | Biarritz olympique                     | 30 | 14 | 0 | 16 | 3  | 5  | 674 | 656 | +18  | 64  |
| 9    | CS Bourgoin-Jallieu                    | 30 | 12 | 0 | 18 | 5  | 9  | 595 | 642 | -47  | 62  |
| 10   | SC Albi                                | 30 | 13 | 2 | 15 | 2  | 4  | 591 | 643 | -52  | 62  |
| 11   | RC Narbonne                            | 30 | 13 | 0 | 17 | 2  | 6  | 602 | 653 | -51  | 60  |
| 12   | US Montauban                           | 30 | 12 | 0 | 18 | 1  | 9  | 570 | 624 | -54  | 58  |
| 13   | Stado Tarbes PR (8 points de pénalité) | 30 | 13 | 0 | 17 | 0  | 9  | 543 | 630 | -87  | 53¹ |
| 14   | US Carcassonne                         | 30 | 11 | 0 | 19 | 0  | 5  | 484 | 741 | -257 | 49  |
| 15   | US Dax                                 | 30 | 10 | 1 | 19 | 1  | 5  | 538 | 713 | -175 | 48  |
| 16   | Provence Rugby (P)                     | 30 | 9  | 0 | 21 | 1  | 5  | 549 | 716 | -167 | 42  |

### Barrages d'accession en Top 14
|  | Demi-finales        | Demi-finales        |             |    | Finale                                             | Finale                                             |
|  | Demi-finales        | Demi-finales        |             |    | Finale                                             | Finale                                             |
|  |                     |                     |             |    |                                                    |                                                    |
|  | 29 mai 2016 à 14h00 | 29 mai 2016 à 14h00 |             |    | 4 juin 2016 16h00 au Stade Ernest-Wallon, Toulouse | 4 juin 2016 16h00 au Stade Ernest-Wallon, Toulouse |
|  | 29 mai 2016 à 14h00 | 29 mai 2016 à 14h00 |             |    | 4 juin 2016 16h00 au Stade Ernest-Wallon, Toulouse | 4 juin 2016 16h00 au Stade Ernest-Wallon, Toulouse |
|  | [2] Bayonne         | 28                  |             |    | 4 juin 2016 16h00 au Stade Ernest-Wallon, Toulouse | 4 juin 2016 16h00 au Stade Ernest-Wallon, Toulouse |
|  | [2] Bayonne         | 28                  |             |    | 4 juin 2016 16h00 au Stade Ernest-Wallon, Toulouse | 4 juin 2016 16h00 au Stade Ernest-Wallon, Toulouse |
|  | [5] Colomiers       | 16                  |             |    | 4 juin 2016 16h00 au Stade Ernest-Wallon, Toulouse | 4 juin 2016 16h00 au Stade Ernest-Wallon, Toulouse |
|  | [5] Colomiers       | 16                  | [2] Bayonne | 21 |                                                    |                                                    |
|  | 28 mai 2016 à 18h00 |                     | [2] Bayonne | 21 |                                                    |                                                    |
|  |                     | [3] Aurillac        | 16          |    |                                                    |                                                    |
|  | [3] Aurillac        | [3] Aurillac        | 16          | 28 |                                                    |                                                    |
|  | [3] Aurillac        |                     |             | 28 |                                                    |                                                    |
|  | [4] Mont-de-Marsan  | 13                  |             |    |                                                    |                                                    |
|  | [4] Mont-de-Marsan  | 13                  |             |    |                                                    |                                                    |

## Statistiques

### Statistiques collectives
Attaque
Défense

### Statistiques individuelles
Meilleur réalisateur